# 大世
大世（614年五月）是隋朝時期領袖劉迦論的年號，歷時一個月。

## 紀年對照表
| 大世 | 元年  |
| ---- | ----- |
| 西元 | 614年 |
| 干支 | 甲戌  |

## 同期存在的其他政權年號
- 中國
  - 大業（605年－618年）：隋朝—隋煬帝楊廣之年號
  - 義和（614年－619年）：高昌—麴某之年號
- 朝鮮半島
  - 建福（584年－634年）：新羅—真平王之年號

## 深入閱讀
- 李崇智. . 北京: 中華書局. 2004年12月. ISBN 7101025129.
- 徐紅嵐. . 瀋陽: 遼寧教育出版社. 1998年5月. ISBN 7538246193.
- 松橋達良. . 東京: 砂書房. 1994年7月. ISBN 4915818276.